# کالابارزون
کالابارزون (به لاتین: Calabarzon) یک منطقهٔ مسکونی در فیلیپین است که در Luzon واقع شده‌است.